# Alfred Schicks
Alfred Schicks, né à Zele en 1857 et mort à Louvain en 1933, est un juriste belge.
Sa carrière se déroula au sein de l'Université catholique de Louvain où il enseigna à la Faculté de Droit.
Son enseignement porta principalement sur le droit notarial.
Il est l'auteur de publications nombreuses.

## Ses publications
- Du droit d'enregistrement dans ses rapports avec les sociétés, 1893.
- Les droits de successions, 1920.
- Traité formulaire de la pratique notariale, 1925.